# Gerard Knuvelder
Gerardus Petrus Maria Knuvelder (Arnhem, 25 januari 1902 - Eindhoven, 29 juni 1982) was een Nederlands katholiek literatuurhistoricus. Bekend is zijn Handboek tot de geschiedenis der Nederlandse letterkunde in vier delen (1948-1953, later vele herdrukken). Daarnaast was hij onder meer docent en rector van een middelbare school in Eindhoven.

## Loopbaan
Knuvelder studeerde van 1918 tot 1922 Nederlands aan de Katholieke Leergangen in Tilburg en was daarna leraar Nederlands in Bergen op Zoom en Eindhoven, waar hij ten slotte van 1952 tot 1967 directeur was van het Sint Joriscollege. Als redacteur vanaf 1922 en later, tot 1944, als hoofdredacteur van het literaire tijdschrift Roeping, schreef hij met een katholieke en behoudende blik over cultuur en esthetiek. In politieke kwesties verkondigde hij anti-parlementaire, monarchistische en corporatistische standpunten. Hij wordt beschouwd als een van de spraakmakende figuren in de herstelbeweging. In 1933 was hij betrokken bij een oprichting van een 'Bond van Katholieke Fascisten'.
Blijvend succes had hij met zijn (school)boeken over Nederlandse literatuurgeschiedenis, waarin hij literaire werken in onderlinge samenhang en historisch verband beschreef en beoordeelde.

## Knuvelder en Gezelle
Knuvelder was een van de Noord-Nederlandse kenners en bewonderaars van Guido Gezelle en zijn werk. Hij werd, samen met Anton van Duinkerken, uitgenodigd een van de dertien eerste leden te worden van het Guido Gezellegenootschap. Van 1967 tot 1981 was hij, als enige Noord-Nederlander, voorzitter van de vereniging. Hij bracht op spirituele wijze hulde aan zijn voorganger, Jan De Cuyper.  
In 1974 wijdde hij een uitgebreide uiteenzetting aan De levende Gezelle, bij de viering van het twaalf-en-een-half-jarig bestaan van het genootschap.

## Werken
- Bezuiden den Moerdijk, 1929
- Zwervers, 1929
- Vanuit wingewesten: een sociografie van het zuiden, 1930
- Het rampjaar 1830, 1930
- De politiek en de jongeren, 1930
- De mythe Nederland : beschouwingen over het nationaal en koloniaal vraagstuk, 1932
- Bouwers aan eigen cultuur, 1934
- Vernieuwing van staatsbestel, 1934
- Volk en staat, 1936
- Geschiedenis van de Nederlandse letterkunde, 1938 en 1939, 2 dln. (met bijbehorende bloemlezing, eveneens in 2 dln.)
- Pieter van der Meer de Walcheren, 1940
- Ars et vita, 1946 (tezamen met Cola Debrot)
- Van zwervers en vagebonden; opstellen over middeleeuws "uitschot", 1948
- Handboek tot de geschiedenis der Nederlandse letterkunde, 1948-1953, 4 dln. (vele herziene herdrukken)
- Compendium bij de schets voor de geschiedenis, 1951
- Handboek tot de moderne Nederlandse letterkunde, 1954
- Het beeld van de mens in enkele moderne Nederlandse romans, 1961
- Beknopt handboek tot de geschiedenis der Nederlandse letterkunde, 1961
- Aasgieren der filologie?, 1963
- Problemen der literatuurgeschiedschrijving, 1963
- Kitty en de mandarijntjes, 1964
- Spiegelbeeld; opstellen over hedendaags proza en enkele gedichtenbundels, 1964
- Stijn Streuvels, 1964
- Mariken van Nieumeghen, 1968 (editie met inleiding en aantekeningen door Gerard Knuvelder, uitgegeven door L.C.G. Malmberg, 's-Hertogenbosch)
- Schets geschiedenis Nederlandse letterkunde, 1969
- De romantiek en haar aspecten, 1974
- Onachterhaalbre tijd. Vijftig jaar grasduinen in literatuur, 1974 (memoires)
- In koning Minos' doolhof. Over literaire waardering, 1979